# Abraham de Clermont
Abraham de Clermont, de Saint-Cirgues, o de Auvernia (Siria, inicios del siglo V - Clermont de Auvernia, 476 o 477) fue un monje sirio, establecido en Auvernia (actual Francia). Es venerado como santo por diversas confesiones cristianas.

## Biografía
Abraham nació en Siria, en una ciudad cerca del Éufrates. Durante una peregrinación a Egipto, fue hecho presionero; después de cinco años, marchó de Auvernia y se estableció en Arvernis (la futura Clermont-Ferrand). En 473 fundó un monasterio cerca de la basílica de Saint-Cyrges donde fue abad. 
E·n la Alta Edad Media, era invocado en enfermedades de los ojos y patrón de hostaleros.
- Datos: Q1296747